# Schweizerische Handballmeisterschaft 1933/34
Die Spielzeit 1933/34 war die 2. reguläre Spielzeit der Schweizerische Handballmeisterschaft im Feldhandball.

## Modus
Einfache Runde der Regionalmeister.

## Finalrunde

### Rangliste
| Pl.                           |  | Verein                           | Sp. | S | U | N | Tore    | Diff. | Punkte |
| ----------------------------- |  | -------------------------------- | --- | - | - | - | ------- | ----- | ------ |
| 1.                            |  | Grasshopper Club Zürich          | 2   | 2 | 0 | 0 | 019:100 | +9    | 04:00  |
| 2.                            |  | Abstinenten-Turnverein Basel (M) | 2   | 1 | 0 | 1 | 015:150 | ±0    | 02:20  |
| 3.                            |  | ST Bern                          | 2   | 0 | 0 | 2 | 09:180  | −9    | 00:40  |
| Quelle: , Stand: 17. Mai 2017 |  |                                  |     |   |   |   |         |       |        |

| Zum Finalrundeende 1933/34: |                   |
|                             |                   |
|                             | Schweizer Meister |
|                             |                   |
| Zum Saisonende 1933:        |                   |
| (M)                         | Schweizer Meister |

### Spiele
| 1. Final                                                   |
| Sonntag, 29. April 1934 am Morgen in Basel (Schützenmatte) |
| Ergebnis: 5:11 (3:6)                                       |
| Zuschauer: 1'200                                           |
| Schiedsrichter: Hans Urech (BTV Aarau)                     |

|               |      |        |     |  |  |  |  |  |
|               |      |        |     |  |  |  |  |  |
| 5′            | 1:1  | Meyer  | (1) |  |  |  |  |  |
|               |      |        |     |  |  |  |  |  |
|               |      |        |     |  |  |  |  |  |
| 15′           | 2:3  | Rüdin  | (1) |  |  |  |  |  |
|               |      |        |     |  |  |  |  |  |
| 18′ (Penalty) | 3:4  | Meyer  | (2) |  |  |  |  |  |
|               |      |        |     |  |  |  |  |  |
|               |      |        |     |  |  |  |  |  |
|               |      |        |     |  |  |  |  |  |
|               |      |        |     |  |  |  |  |  |
|               |      |        |     |  |  |  |  |  |
|               |      |        |     |  |  |  |  |  |
| 46′           | 4:9  | Ingold | (1) |  |  |  |  |  |
|               |      |        |     |  |  |  |  |  |
| 53′           | 5:10 | Meyer  | (3) |  |  |  |  |  |

| NZZ          | NZZ  | NZZ      | NZZ |  | Sport | Sport | Sport    | Sport |
| Tor          | 0:1  | Widmer   | (1) |  | 4′    | 0:1   | Schmid   | (1)   |
|              |      |          |     |  |       |       |          |       |
| 10′          | 1:2  | Schmid   | (1) |  | 8′    | 1:2   | Köpfli   | (1)   |
| 10′          | 1:3  | Schmid   | (2) |  | Tor   | 1:3   | Schmid   | (2)   |
|              |      |          |     |  |       |       |          |       |
| ?′ (Penalty) | 2:4  | Köpfli   | (1) |  | 17′   | 2:4   | Köpfli   | (2)   |
|              |      |          |     |  |       |       |          |       |
| 26′          | 3:5  | Schmid   | (3) |  | 26′   | 3:5   | Schmid   | (3)   |
| 27′          | 3:6  | Seiterle | (1) |  | 27′   | 3:6   | Seiterle | (1)   |
|              |      |          |     |  |       |       |          |       |
| 33′          | 3:7  | Köpfli   | (2) |  | Tor   | 3:7   | Köpfli   | (3)   |
| 41′          | 3:8  | Seiterle | (2) |  | 40′   | 3:8   | Seiterle | (2)   |
| 42′          | 3:9  | Köpfli   | (3) |  | 41′   | 3:9   | Köpfli   | (4)   |
|              |      |          |     |  |       |       |          |       |
| Tor          | 4:10 | Köpfli   | (3) |  | Tor   | 4:10  | Köpfli   | (5)   |
|              |      |          |     |  |       |       |          |       |
| 58′          | 5:11 | Widmer   | (2) |  | 57′   | 5:11  | Widmer   | (1)   |

| Grasshopper Club Zürich                                 | Grasshopper Club Zürich | ST Bern | ST Bern |
| ------------------------------------------------------- | --- | --- | ------- |
| Grasshopper Club Zürich                                 | \| 2. Final \| \| Sonntag, 27. Mai 1934 um 16:30 Uhr in Zürich (Hardturm)[4] \| \| Ergebnis: 8:5 (4:3)[5][6] \|              | \| 2. Final \| \| Sonntag, 27. Mai 1934 um 16:30 Uhr in Zürich (Hardturm)[4] \| \| Ergebnis: 8:5 (4:3)[5][6] \| | ST Bern |
| Grasshopper Club Zürich                                 | Fierz, Martin Köpfli, Eugen Seiterle, Hans Widmer und weitere                                                                | Christen, Schäfer, Rudolf Eggenberg und weitere                                                                 | ST Bern |
| Grasshopper Club Zürich                                 | 10′ 1:0 Fierz (1) 2:3 Köpfli (1) 3:3 Seiterle (1) 4:3 Köpfli (2) 5:4 Fierz (2) 6:4 Seiterle (2) 7:4 Fierz (3) 8:4 Widmer (1) | 1:1 Christen (1) 1:2 Christen (2) 1:3 Schäfer (1) 4:4 Schäfer (2) 8:5 Eggenberg (1)                             | ST Bern |
| 2. Final                                                | | |         |
| Sonntag, 27. Mai 1934 um 16:30 Uhr in Zürich (Hardturm) | | |         |
| Ergebnis: 8:5 (4:3)                                     | | |         |

| ST Bern                                                                                                   | ST Bern | Abstinenten-Turnverein Basel | Abstinenten-Turnverein Basel |
| --- | --- | --- | ---------------------------- |
| ST Bern                                                                                                   | \| 3. Final \| \| Sonntag, 3. Juni 1934 um 15:00 Uhr in Bern (Neufeld) als Vorspiel zum Fussballspiel FC Bern – Urania Genf[7][8] \| \| Ergebnis: 4:10 (1:7)[9] \| | \| 3. Final \| \| Sonntag, 3. Juni 1934 um 15:00 Uhr in Bern (Neufeld) als Vorspiel zum Fussballspiel FC Bern – Urania Genf[7][8] \| \| Ergebnis: 4:10 (1:7)[9] \| | Abstinenten-Turnverein Basel |
| ST Bern                                                                                                   | Holzer; Gerber, Jaggi; Hadorn, Studere, Bernhard; Salm, Schäfer, Rudolf Eggenberg, Lüscher, Christen                                                               | | Abstinenten-Turnverein Basel |
| ST Bern                                                                                                   | 1:5 2:7 Halbrechter 3:8 4:10 | 0:1 rechter Flügel 0:3 0:4 0:5 rechter Flügel 1:6 rechter Flügel 1:7 2:8 3:9 Halbrechte 3:10                                                                       | Abstinenten-Turnverein Basel |
| 3. Final                                                                                                  | | |                              |
| Sonntag, 3. Juni 1934 um 15:00 Uhr in Bern (Neufeld) als Vorspiel zum Fussballspiel FC Bern – Urania Genf | | |                              |
| Ergebnis: 4:10 (1:7)                                                                                      | | |                              |

### 1. Schweizermeistertitel für den Grasshopper Club Zürich
| Schweizer Meister | Giesker, Albrecht Springer, Rolf Furrer, Gustav Nipkow, Karl Schmid, Burkhard Gantenbein, Martin Köpfli, Freihofer, Max Schuler, Erich Schmitt, Eugen Seiterle |